# Mořkov (železniční zastávka)
Mořkov byl nákladiště a železniční zastávka na trati číslo 326 spojující Hostašovice s Novým Jičínem, na níž byl po povodních, které oblast postihly v roce 2009, přerušen – a posléze i ukončen – provoz. Zastávka byla situována v západní části obce Mořkov v těsném sousedství železničního přejezdu, na němž se křižuje železniční trať Hostašovice – Nový Jičín horní nádraží se silnicí II/483. Zastávka byla jednokolejná ve směru sever–jih s jednopatrovou nádražní budovou zděnou z červených cihel umístěnou na východní straně od kolejiště. Z jihu do zastávky vstupovala (napojením na východní kolej) železniční vlečka z místní pily vzniklé v roce 1935.